# Еріх Клаве
Еріх Клаве (нім. Erich Klawe; 24 березня 1906, Алленштайн — 30 травня 1983, Регенсбург) — німецький офіцер, оберстлейтенант вермахту. Кавалер Лицарського хреста Залізного хреста з дубовим листям.

## Біографія
В 1927 року вступив на службу в 2-й піхотний полк. В 1934 році переведений в 23-й піхотний полк, у складі якого (будучи командиром 1-ї роти) брав участь в Польській кампанії. З початку 1940 року — командир 13-ї роти свого полку. Учасник Французької кампанії та Німецько-радянської війни. З початку 1942 року — командир 1-го батальйону свого полку. Відзначився у боях на Волхові та на Ленінградському напрямку, а потім при відступі від Луги до Плескау та в Курляндії. В грудні 1944 року призначений командиром 457-го гренадерського полку на Західному фронті.

## Звання
- Фанен-юнкер (1927)
- Фенріх (1928)
- Лейтенант (1931)
- Оберлейтенант (1939)
- Гауптман (1 грудня 1941)
- Майор (1 лютого 1943)
- Оберстлейтенант (1944)

## Нагороди
- Медаль «За вислугу років у Вермахті»
  - 4-го класу (4 роки; 2 жовтня 1926)
  - 3-го класу (12 років)
- Залізний хрест
  - 2-го класу (7 липня 1941)
  - 1-го класу (22 серпня 1941)
- Штурмовий піхотний знак в сріблі (1941)
- Лицарський хрест Залізного хреста з дубовим листям
  - лицарський хрест (12 липня 1942)
  - дубове листя (№ 227; 14 квітня 1943)
- Медаль «За зимову кампанію на Сході 1941/42» (23 серпня 1942)
- Нагрудний знак «За поранення» в золоті (1944) — всього отримав 18 поранень.
- Хрест Воєнних заслуг 2-го класу з мечами